# Open 13 Provence 2023
Open 13 Provence 2023 — тенісний турнір, що проходив на кортах з твердим покриттям у місті Марсель, Франція з 20 до 26 лютого. Належав до категорії ATP 250.

## Фінальна частина

### Одиночний розряд
Губерт Гуркач —  Бенжамен Бонзі 6–3, 7–6(7–4) 

### Парний розряд
Сантьяго Гонсалес /  Едуар Роже-Васслен —  Ніколя Маю /  Фабріс Мартен 4–6, 7–6(7–4), [10–7]